# Poza Rica de Hidalgo
Poza Rica de Hidalgo, auch kurz Poza Rica, ist eine Stadt im mexikanischen Bundesstaat Veracruz. Die Stadt hat 185.242 Einwohner (Volkszählung 2010) und ist Verwaltungssitz des Municipio Poza Rica de Hidalgo. Durch Erdölfunde gewann die Stadt an wirtschaftlicher Bedeutung, sie liegt auf 50 m. ü. M.

## Geschichte
Im Jahr 1872 ließen sich einige Totonaken in der Gegend nieder. 1905 nannte man die Siedlung Kilometer 56, weil sie der 56. Kilometer der neuen Bahnstrecke Cobos-Furbero war. 1932 verlegte El Águila seine Büros auf Pozo Rica de Hidalgo. Erst 1951 wurde sie zur Stadt erklärt. 1966 wurde in der Stadt das Instituto Mexicano del Petróleo gegründet.

## Persönlichkeiten
- Enrique Cabrera (* 1974), Bildhauer, Restaurator, Musiker und Fotograf